# Puchar Świata w łyżwiarstwie szybkim 2004/2005
Puchar Świata w łyżwiarstwie szybkim 2004/2005 był 20. edycją tej imprezy. Cykl rozpoczął się w norweskim Hamar 13 listopada 2004 roku, a zakończył 20 lutego 2005 roku w holenderskim Heerenveen.
Puchar Świata rozgrywano w 8 miastach, w 7 krajach, na 3 kontynentach. Dwukrotnie łyżwiarzy gościło Heerenveen.
Wśród kobiet triumfowały: Japonka Sayuri Ōsuga na 100 m, Chinka Wang Manli na 500 m, Włoszka Chiara Simionato na 1000 m, Kanadyjka Cindy Klassen na 1500 m oraz Niemka Claudia Pechstein w klasyfikacji 3000/5000 m. Wśród mężczyzn zwyciężali: Chińczyk Yu Fengtong na 100 m, Kanadyjczyk Jeremy Wotherspoon na 500 m, Holender Erben Wennemars na 1000 m i jego rodak Mark Tuitert na 1500 m oraz Norweg Øystein Grødum w klasyfikacji 5000/10 000 m. 

## Medaliści zawodów

### Kobiety

#### Wyniki
| Data                 | Miejsce                                                               | Konkurencja                                                           | Zwycięzca                                                             | 2. miejsce                                                            | 3. miejsce                                                            |
| -------------------- | --------------------------------------------------------------------- | --------------------------------------------------------------------- | --------------------------------------------------------------------- | --------------------------------------------------------------------- | --------------------------------------------------------------------- |
| 13-14 listopada 2004 | Hamar                                                                 | 3000 m (13 listopada)                                                 | Kristina Groves                                                       | Clara Hughes                                                          | Gretha Smit                                                           |
| 13-14 listopada 2004 | Hamar                                                                 | 1500 m (14 listopada)                                                 | Jennifer Rodriguez                                                    | Cindy Klassen                                                         | Chiara Simionato                                                      |
| 20-21 listopada 2004 | Berlin                                                                | 1500 m (20 listopada)                                                 | Cindy Klassen                                                         | Anni Friesinger                                                       | Jennifer Rodriguez                                                    |
| 20-21 listopada 2004 | Berlin                                                                | 3000 m (21 listopada)                                                 | Clara Hughes                                                          | Renate Groenewold                                                     | Anni Friesinger                                                       |
| 27-28 listopada 2004 | Heerenveen                                                            | 5000 m (27 listopada)                                                 | Renate Groenewold                                                     | Clara Hughes                                                          | Gretha Smit                                                           |
| 27-28 listopada 2004 | Heerenveen                                                            | 1500 m (28 listopada)                                                 | Cindy Klassen                                                         | Jennifer Rodriguez                                                    | Renate Groenewold                                                     |
| 4-5 grudnia 2004     | Nagano                                                                | 500 m (4 grudnia)                                                     | Wang Manli                                                            | Tomomi Okazaki                                                        | Shihomi Shin’ya Sayuri Yoshii                                         |
| 4-5 grudnia 2004     | Nagano                                                                | 1000 m (4 grudnia)                                                    | Chiara Simionato                                                      | Wang Manli                                                            | Sayuri Yoshii                                                         |
| 4-5 grudnia 2004     | Nagano                                                                | 500 m (5 grudnia)                                                     | Sayuri Ōsuga Wang Manli                                               |                                                                       | Tomomi Okazaki                                                        |
| 4-5 grudnia 2004     | Nagano                                                                | 1000 m (5 grudnia)                                                    | Chiara Simionato                                                      | Marianne Timmer                                                       | Tomomi Okazaki                                                        |
| 11-12 grudnia 2004   | Harbin                                                                | 100 m (11 grudnia)                                                    | Sayuri Ōsuga                                                          | Shihomi Shin’ya                                                       | Xing Aihua                                                            |
| 11-12 grudnia 2004   | Harbin                                                                | 500 m (11 grudnia)                                                    | Wang Manli                                                            | Anżalika Kaciuha                                                      | Sayuri Ōsuga                                                          |
| 11-12 grudnia 2004   | Harbin                                                                | 1000 m (11 grudnia)                                                   | Anżalika Kaciuha                                                      | Shannon Rempel                                                        | Chiara Simionato                                                      |
| 11-12 grudnia 2004   | Harbin                                                                | 500 m (12 grudnia)                                                    | Wang Manli                                                            | Anżalika Kaciuha                                                      | Monique Garbrecht-Enfeldt                                             |
| 11-12 grudnia 2004   | Harbin                                                                | 1000 m (12 grudnia)                                                   | Chiara Simionato                                                      | Monique Garbrecht-Enfeldt                                             | Marianne Timmer                                                       |
| 7-9 stycznia 2005    | 102. mistrzostwa Europy w wieloboju 2005 – Heerenveen                 | 102. mistrzostwa Europy w wieloboju 2005 – Heerenveen                 | 102. mistrzostwa Europy w wieloboju 2005 – Heerenveen                 | 102. mistrzostwa Europy w wieloboju 2005 – Heerenveen                 | 102. mistrzostwa Europy w wieloboju 2005 – Heerenveen                 |
| 14-15 stycznia 2005  | Calgary                                                               | 500 m (14 stycznia)                                                   | Wang Manli                                                            | Anżalika Kaciuha                                                      | Tomomi Okazaki                                                        |
| 14-15 stycznia 2005  | Calgary                                                               | 1000 m (14 stycznia)                                                  | Chiara Simionato                                                      | Shannon Rempel                                                        | Anżalika Kaciuha                                                      |
| 14-15 stycznia 2005  | Calgary                                                               | 500 m (15 stycznia)                                                   | Tomomi Okazaki                                                        | Yukari Watanabe                                                       | Anżalika Kaciuha                                                      |
| 14-15 stycznia 2005  | Calgary                                                               | 1000 m (15 stycznia)                                                  | Chiara Simionato                                                      | Anżalika Kaciuha                                                      | Marianne Timmer                                                       |
| 22-23 stycznia 2005  | 36. Mistrzostwa świata w wieloboju sprinterskim 2005 – Salt Lake City | 36. Mistrzostwa świata w wieloboju sprinterskim 2005 – Salt Lake City | 36. Mistrzostwa świata w wieloboju sprinterskim 2005 – Salt Lake City | 36. Mistrzostwa świata w wieloboju sprinterskim 2005 – Salt Lake City | 36. Mistrzostwa świata w wieloboju sprinterskim 2005 – Salt Lake City |
| 29-30 stycznia 2005  | Baselga di Pinè                                                       | 1500 m (29 stycznia)                                                  | Anni Friesinger                                                       | Daniela Anschütz                                                      | Cindy Klassen                                                         |
| 29-30 stycznia 2005  | Baselga di Pinè                                                       | 3000 m (30 stycznia)                                                  | Anni Friesinger                                                       | Claudia Pechstein                                                     | Daniela Anschütz                                                      |
| 5-6 lutego 2005      | 99. mistrzostwa świata w wieloboju 2005 – Moskwa                      | 99. mistrzostwa świata w wieloboju 2005 – Moskwa                      | 99. mistrzostwa świata w wieloboju 2005 – Moskwa                      | 99. mistrzostwa świata w wieloboju 2005 – Moskwa                      | 99. mistrzostwa świata w wieloboju 2005 – Moskwa                      |
| 12-13 lutego 2005    | Erfurt                                                                | 100 m (12 lutego)                                                     | Sayuri Ōsuga                                                          | Jenny Wolf                                                            | Judith Hesse                                                          |
| 12-13 lutego 2005    | Erfurt                                                                | 500 m (12 lutego)                                                     | Anżalika Kaciuha                                                      | Sayuri Yoshii                                                         | Monique Garbrecht-Enfeldt                                             |
| 12-13 lutego 2005    | Erfurt                                                                | 1000 m (12 lutego)                                                    | Jennifer Rodriguez                                                    | Anżalika Kaciuha                                                      | Sabine Völker                                                         |
| 12-13 lutego 2005    | Erfurt                                                                | 500 m (13 lutego)                                                     | Wang Manli                                                            | Anżalika Kaciuha                                                      | Sayuri Yoshii                                                         |
| 12-13 lutego 2005    | Erfurt                                                                | 1000 m (13 lutego)                                                    | Marianne Timmer                                                       | Chiara Simionato                                                      | Sabine Völker                                                         |
| 18-20 lutego 2005    | Heerenveen                                                            | 100 m (18 lutego)                                                     | Jenny Wolf                                                            | Sayuri Ōsuga                                                          | Xing Aihua                                                            |
| 18-20 lutego 2005    | Heerenveen                                                            | 500 m (18 lutego)                                                     | Wang Manli                                                            | Marianne Timmer                                                       | Sayuri Ōsuga                                                          |
| 18-20 lutego 2005    | Heerenveen                                                            | 1500 m (18 lutego)                                                    | Cindy Klassen                                                         | Daniela Anschütz                                                      | Chiara Simionato                                                      |
| 18-20 lutego 2005    | Heerenveen                                                            | 3000 m (19 lutego)                                                    | Claudia Pechstein                                                     | Cindy Klassen                                                         | Daniela Anschütz                                                      |
| 18-20 lutego 2005    | Heerenveen                                                            | 1000 m (19 lutego)                                                    | Jennifer Rodriguez                                                    | Sabine Völker                                                         | Chiara Simionato                                                      |
| 18-20 lutego 2005    | Heerenveen                                                            | 500 m (20 lutego)                                                     | Anżalika Kaciuha                                                      | Sayuri Yoshii                                                         | Wang Manli                                                            |
| 18-20 lutego 2005    | Heerenveen                                                            | 5000 m (20 lutego)                                                    | Claudia Pechstein                                                     | Gretha Smit                                                           | Renate Groenewold                                                     |
| 3-6 marca 2005       | 9. mistrzostwa świata na dystansach 2005 – Inzell                     | 9. mistrzostwa świata na dystansach 2005 – Inzell                     | 9. mistrzostwa świata na dystansach 2005 – Inzell                     | 9. mistrzostwa świata na dystansach 2005 – Inzell                     | 9. mistrzostwa świata na dystansach 2005 – Inzell                     |

#### Klasyfikacje
| Lp. | Zawodnik             | Punkty |
| --- | -------------------- | ------ |
| 1.  | Sayuri Ōsuga         | 280    |
| 2.  | Jenny Wolf           | 220    |
| 3.  | Xing Aihua           | 180    |
| 4.  | Shihomi Shin’ya      | 140    |
| 5.  | Lee Sang-hwa         | 120    |
| 6.  | Swietłana Kajkan     | 100    |
| 7.  | Kimiko Nurui         | 99     |
| 8.  | Sarah Smith          | 88     |
| 9.  | Judith Hesse         | 70     |
| 10. | Swiatłana Radkiewicz | 58     |

| Lp. | Zawodnik                  | Punkty |
| --- | ------------------------- | ------ |
| 1.  | Wang Manli                | 890    |
| 2.  | Tomomi Okazaki            | 655    |
| 3.  | Anżalika Kaciuha          | 614    |
| 4.  | Sayuri Yoshii             | 589    |
| 5.  | Sayuri Ōsuga              | 544    |
| 6.  | Yukari Watanabe           | 346    |
| 7.  | Marianne Timmer           | 340    |
| 8.  | Monique Garbrecht-Enfeldt | 339    |
| 9.  | Shannon Rempel            | 319    |
| 10. | Jenny Wolf                | 302    |

| Lp. | Zawodnik                  | Punkty |
| --- | ------------------------- | ------ |
| 1.  | Chiara Simionato          | 770    |
| 2.  | Marianne Timmer           | 557    |
| 3.  | Anżalika Kaciuha          | 488    |
| 4.  | Sayuri Yoshii             | 385    |
| 5.  | Shannon Rempel            | 383    |
| 6.  | Monique Garbrecht-Enfeldt | 382    |
| 7.  | Tomomi Okazaki            | 320    |
| 8.  | Wang Manli                | 310    |
| 9.  | Sabine Völker             | 305    |
| 10. | Jennifer Rodriguez        | 300    |

| Lp. | Zawodnik           | Punkty |
| --- | ------------------ | ------ |
| 1.  | Cindy Klassen      | 450    |
| 2.  | Jennifer Rodriguez | 310    |
| 3.  | Anni Friesinger    | 262    |
| 4.  | Daniela Anschütz   | 253    |
| 5.  | Sabine Völker      | 226    |
| 6.  | Renate Groenewold  | 217    |
| 7.  | Chiara Simionato   | 213    |
| 8.  | Kristina Groves    | 192    |
| 9.  | Barbara de Loor    | 149    |
| 10. | Claudia Pechstein  | 143    |

| Lp. | Zawodnik          | Punkty |
| --- | ----------------- | ------ |
| 1.  | Claudia Pechstein | 430    |
| 2.  | Renate Groenewold | 415    |
| 3.  | Gretha Smit       | 338    |
| 4.  | Daniela Anschütz  | 328    |
| 5.  | Anni Friesinger   | 260    |
| 5.  | Clara Hughes      | 260    |
| 7.  | Cindy Klassen     | 242    |
| 8.  | Kristina Groves   | 240    |
| 9.  | Moniek Kleinsman  | 220    |
| 10. | Nami Nemoto       | 193    |

### Mężczyźni

#### Wyniki
| Data                 | Miejsce                                                               | Konkurencja                                                           | Zwycięzca                                                             | 2. miejsce                                                            | 3. miejsce                                                            |
| -------------------- | --------------------------------------------------------------------- | --------------------------------------------------------------------- | --------------------------------------------------------------------- | --------------------------------------------------------------------- | --------------------------------------------------------------------- |
| 13-14 listopada 2004 | Hamar                                                                 | 1500 m (13 listopada)                                                 | Mark Tuitert                                                          | Erben Wennemars                                                       | Beorn Nijenhuis                                                       |
| 13-14 listopada 2004 | Hamar                                                                 | 5000 m (14 listopada)                                                 | Gianni Romme                                                          | Øystein Grødum                                                        | Bob de Jong                                                           |
| 20-21 listopada 2004 | Berlin                                                                | 5000 m (20 listopada)                                                 | Gianni Romme                                                          | Øystein Grødum                                                        | Carl Verheijen                                                        |
| 20-21 listopada 2004 | Berlin                                                                | 1500 m (21 listopada)                                                 | Enrico Fabris                                                         | Mark Tuitert                                                          | Erben Wennemars                                                       |
| 27-28 listopada 2004 | Heerenveen                                                            | 1500 m (27 listopada)                                                 | Chad Hedrick                                                          | Simon Kuipers                                                         | Beorn Nijenhuis                                                       |
| 27-28 listopada 2004 | Heerenveen                                                            | 10 000 m (28 listopada)                                               | Gianni Romme                                                          | Øystein Grødum                                                        | Carl Verheijen                                                        |
| 4-5 grudnia 2004     | Nagano                                                                | 500 m (4 grudnia)                                                     | Jeremy Wotherspoon Hiroyasu Shimizu                                   |                                                                       | Keiichirō Nagashima                                                   |
| 4-5 grudnia 2004     | Nagano                                                                | 1000 m (4 grudnia)                                                    | Erben Wennemars                                                       | Yūsuke Imai                                                           | Casey Fitzrandolph                                                    |
| 4-5 grudnia 2004     | Nagano                                                                | 500 m (5 grudnia)                                                     | Hiroyasu Shimizu                                                      | Jeremy Wotherspoon                                                    | Jōji Katō                                                             |
| 4-5 grudnia 2004     | Nagano                                                                | 1000 m (5 grudnia)                                                    | Lee Kyu-hyeok                                                         | Beorn Nijenhuis                                                       | Gerard van Velde                                                      |
| 11-12 grudnia 2004   | Harbin                                                                | 100 m (11 grudnia)                                                    | Yūya Oikawa                                                           | Yu Fengtong                                                           | Jōji Katō                                                             |
| 11-12 grudnia 2004   | Harbin                                                                | 500 m (11 grudnia)                                                    | Pekka Koskela                                                         | Jōji Katō                                                             | Jeremy Wotherspoon                                                    |
| 11-12 grudnia 2004   | Harbin                                                                | 1000 m (11 grudnia)                                                   | Beorn Nijenhuis                                                       | Simon Kuipers                                                         | Masaaki Kobayashi                                                     |
| 11-12 grudnia 2004   | Harbin                                                                | 500 m (12 grudnia)                                                    | Jeremy Wotherspoon                                                    | Kip Carpenter                                                         | Jōji Katō                                                             |
| 11-12 grudnia 2004   | Harbin                                                                | 1000 m (12 grudnia)                                                   | Beorn Nijenhuis                                                       | Erben Wennemars                                                       | Gerard van Velde Jeremy Wotherspoon                                   |
| 7-9 stycznia 2005    | 102. mistrzostwa Europy w wieloboju 2005 – Heerenveen                 | 102. mistrzostwa Europy w wieloboju 2005 – Heerenveen                 | 102. mistrzostwa Europy w wieloboju 2005 – Heerenveen                 | 102. mistrzostwa Europy w wieloboju 2005 – Heerenveen                 | 102. mistrzostwa Europy w wieloboju 2005 – Heerenveen                 |
| 14-15 stycznia 2005  | Calgary                                                               | 500 m (14 stycznia)                                                   | Erben Wennemars                                                       | Dmitrij Łobkow                                                        | Gerard van Velde Tucker Fredricks                                     |
| 14-15 stycznia 2005  | Calgary                                                               | 1000 m (14 stycznia)                                                  | Erben Wennemars                                                       | Casey Fitzrandolph                                                    | Jan Bos                                                               |
| 14-15 stycznia 2005  | Calgary                                                               | 500 m (15 stycznia)                                                   | Joey Cheek                                                            | Yūya Oikawa                                                           | Jōji Katō                                                             |
| 14-15 stycznia 2005  | Calgary                                                               | 1000 m (15 stycznia)                                                  | Erben Wennemars                                                       | Masaaki Kobayashi Gerard van Velde                                    |                                                                       |
| 22-23 stycznia 2005  | 36. Mistrzostwa świata w wieloboju sprinterskim 2005 – Salt Lake City | 36. Mistrzostwa świata w wieloboju sprinterskim 2005 – Salt Lake City | 36. Mistrzostwa świata w wieloboju sprinterskim 2005 – Salt Lake City | 36. Mistrzostwa świata w wieloboju sprinterskim 2005 – Salt Lake City | 36. Mistrzostwa świata w wieloboju sprinterskim 2005 – Salt Lake City |
| 29-30 stycznia 2005  | Baselga di Pinè                                                       | 5000 m (29 stycznia)                                                  | Øystein Grødum                                                        | Jochem Uytdehaage                                                     | Bob de Jong                                                           |
| 29-30 stycznia 2005  | Baselga di Pinè                                                       | 1500 m (30 stycznia)                                                  | Beorn Nijenhuis                                                       | Even Wetten                                                           | Erben Wennemars                                                       |
| 5-6 lutego 2005      | 99. mistrzostwa świata w wieloboju 2005 – Moskwa                      | 99. mistrzostwa świata w wieloboju 2005 – Moskwa                      | 99. mistrzostwa świata w wieloboju 2005 – Moskwa                      | 99. mistrzostwa świata w wieloboju 2005 – Moskwa                      | 99. mistrzostwa świata w wieloboju 2005 – Moskwa                      |
| 12-13 lutego 2005    | Erfurt                                                                | 100 m (12 lutego)                                                     | Yu Fengtong                                                           | Mark Nielsen                                                          | Yūya Oikawa                                                           |
| 12-13 lutego 2005    | Erfurt                                                                | 500 m (12 lutego)                                                     | Jeremy Wotherspoon                                                    | Yūya Oikawa                                                           | Masaaki Kobayashi                                                     |
| 12-13 lutego 2005    | Erfurt                                                                | 1000 m (12 lutego)                                                    | Erben Wennemars                                                       | Jan Bos                                                               | Beorn Nijenhuis                                                       |
| 12-13 lutego 2005    | Erfurt                                                                | 500 m (13 lutego)                                                     | Dmitrij Łobkow                                                        | Jōji Katō                                                             | Jeremy Wotherspoon                                                    |
| 12-13 lutego 2005    | Erfurt                                                                | 1000 m (13 lutego)                                                    | Beorn Nijenhuis                                                       | Erben Wennemars                                                       | Gerard van Velde                                                      |
| 18-20 lutego 2005    | Heerenveen                                                            | 100 m (18 lutego)                                                     | Yu Fengtong                                                           | Mark Nielsen                                                          | Yūya Oikawa                                                           |
| 18-20 lutego 2005    | Heerenveen                                                            | 500 m (18 lutego)                                                     | Dmitrij Łobkow                                                        | Jeremy Wotherspoon                                                    | Jōji Katō                                                             |
| 18-20 lutego 2005    | Heerenveen                                                            | 5000 m (18 lutego)                                                    | Bob de Jong                                                           | Øystein Grødum                                                        | Chad Hedrick                                                          |
| 18-20 lutego 2005    | Heerenveen                                                            | 10 000 m (19 lutego)                                                  | Øystein Grødum Bob de Jong                                            |                                                                       | Carl Verheijen                                                        |
| 18-20 lutego 2005    | Heerenveen                                                            | 1000 m (19 lutego)                                                    | Jan Bos                                                               | Gerard van Velde                                                      | Erben Wennemars                                                       |
| 18-20 lutego 2005    | Heerenveen                                                            | 500 m (20 lutego)                                                     | Jeremy Wotherspoon                                                    | Jōji Katō                                                             | Dmitrij Łobkow                                                        |
| 18-20 lutego 2005    | Heerenveen                                                            | 1500 m (20 lutego)                                                    | Mark Tuitert                                                          | Simon Kuipers                                                         | Erben Wennemars                                                       |
| 3-6 marca 2005       | 9. mistrzostwa świata na dystansach 2005 – Inzell                     | 9. mistrzostwa świata na dystansach 2005 – Inzell                     | 9. mistrzostwa świata na dystansach 2005 – Inzell                     | 9. mistrzostwa świata na dystansach 2005 – Inzell                     | 9. mistrzostwa świata na dystansach 2005 – Inzell                     |

#### Klasyfikacje
| Lp. | Zawodnik            | Punkty |
| --- | ------------------- | ------ |
| 1.  | Yu Fengtong         | 280    |
| 2.  | Yūya Oikawa         | 240    |
| 3.  | Mark Nielsen        | 192    |
| 4.  | Jōji Katō           | 180    |
| 5.  | Tucker Fredricks    | 121    |
| 6.  | Pekka Koskela       | 120    |
| 7.  | Keiichirō Nagashima | 99     |
| 8.  | Jan Waterstradt     | 92     |
| 9.  | Jacques de Koning   | 81     |
| 10. | Lee Kang-seok       | 60     |

| Lp. | Zawodnik           | Punkty |
| --- | ------------------ | ------ |
| 1.  | Jeremy Wotherspoon | 788    |
| 2.  | Jōji Katō          | 608    |
| 3.  | Dmitrij Łobkow     | 543    |
| 4.  | Yūya Oikawa        | 501    |
| 5.  | Hiroyasu Shimizu   | 462    |
| 6.  | Joey Cheek         | 406    |
| 7.  | Masaaki Kobayashi  | 377    |
| 8.  | Yu Fengtong        | 359    |
| 9.  | Erben Wennemars    | 350    |
| 10. | Casey Fitzrandolph | 341    |

| Lp. | Zawodnik           | Punkty |
| --- | ------------------ | ------ |
| 1.  | Erben Wennemars    | 708    |
| 2.  | Beorn Nijenhuis    | 625    |
| 3.  | Gerard van Velde   | 528    |
| 4.  | Jeremy Wotherspoon | 426    |
| 5.  | Jan Bos            | 355    |
| 6.  | Masaaki Kobayashi  | 341    |
| 7.  | Yūsuke Imai        | 336    |
| 8.  | Joey Cheek         | 326    |
| 9.  | Casey Fitzrandolph | 322    |
| 10. | Nick Pearson       | 289    |

| Lp. | Zawodnik           | Punkty |
| --- | ------------------ | ------ |
| 1.  | Mark Tuitert       | 361    |
| 2.  | Erben Wennemars    | 322    |
| 3.  | Beorn Nijenhuis    | 300    |
| 4.  | Chad Hedrick       | 265    |
| 5.  | Enrico Fabris      | 264    |
| 6.  | Simon Kuipers      | 199    |
| 7.  | Derek Parra        | 171    |
| 8.  | Jewgienij Łalenkow | 160    |
| 9.  | Petter Andersen    | 156    |
| 10. | Rune Stordal       | 139    |

| Lp. | Zawodnik          | Punkty |
| --- | ----------------- | ------ |
| 1.  | Øystein Grødum    | 520    |
| 2.  | Bob de Jong       | 460    |
| 3.  | Gianni Romme      | 460    |
| 4.  | Carl Verheijen    | 375    |
| 5.  | Eskil Ervik       | 209    |
| 6.  | KC Boutiette      | 173    |
| 7.  | Jochem Uytdehaage | 166    |
| 8.  | Enrico Fabris     | 160    |
| 9.  | Chad Hedrick      | 155    |
| 10. | Bart Veldkamp     | 145    |